# María Dolores Bargues Castelló
María Dolores Bargues Castelló (València, 22 d'abril de 1958) és una professora de parasitologia i catedràtica (des de 2012) al departament de biologia cel·lular i parasitologia de la Facultat de Farmàcia de la Universitat de València. És, a més, directora de la Unitat de Biologia Molecular de la Universitat de València i esposa del professor Santiago Mas Coma, cap del departament de Parasitologia i Biologia Animal de la Universitat de València i recentment nomenat assessor de l'Organització Mundial de la Salut.

## Formació i carrera científica
María Dolores Bargues Castelló és llicenciada (1980), graduada (1982) i doctora (1986) en farmàcia, per la Universitat de València. Va acabar la seva especialització en microbiologia i parasitologia l'any 1989.
Ha treballat com a docent des de 1980. Va començar treballant com a col·laboradora de càtedra fins a l'any 1983. Llavors va passar a ser professora ajudant, i va aconseguir ser professora titular en 1987. En 2011 va ser nomenada ser catedràtica de parasitologia del Departament de Biologia Cel·lular i Parasitologia de la Universitat de València.
És responsable de dos acords marc de col·laboració internacionals amb Brasil i Colòmbia. Ha estat coorganitzadora i secretària del Master Internacional en Malalties Parasitàries Tropicals durant 19 anys (1988-2006) i actualment membre de la CCA del mateix Master Oficial de Postgrau des de 2006 fins a l'actualitat.

## Recerca
Bargues Castelló participa en més de cinquanta projectes i grups de recerca a escala internacional, dins d'ells es troba el “Centre Col·laborador de l'OMS en fasciolosi i els seus mol·luscs vectors". També és membre de dues xarxes de recerca internacionals, l’European Community - Latin American Network for Research on the Biology and Control of Triatominae i la Xarxa de Recerca Col·laborativa en Malalties Tropicals.
És membre del centre de referència de la FAO i membre experta en biologia molecular i transmissió de la fasciolosi del Agència Internacional de l'Energia Atòmica. Ha dedicat gran part de la seva carrera (més de vint anys) a recerques sobre malalties parasitàries transmeses per vectors com fasciolosi, malària, leishmaniosi o la malaltia de Chagas.

## Publicacions
Cal subratllar el seu impacte internacional: ha aconseguit un índex h de 36 i 3440 citacions, amb una mitjana de 38,01 cites/article (Web_of_Science). Destaquen grans assoliments científics aconseguits especialment en fasciolosi i en vectors de la malaltia de Chagas i una producció d'entre 2 i 9 articles per any (mitjana 6,94) des de 1997, amb una ràtio de 0,41 en (36 sobre 87), que és un dels més alts entre els parasitòlegs espanyols.
Ha participat en la publicació dels següents articles:
- Bargues (M.D.), Artigas (P.), Khoubbane (M.), Ortiz (P.), Naquira (C.) & Mes-Coma (S.), 2012. Molecular characterisation of Galba truncatula, Lymnaea neotropica and L. schirazensis from Cajamarca, Peru and their potential role in transmission of human and animal fascioliasis. Parasites & Vectors, 5: 174 (16 pàg.)[9]
- Bargues (M.D.), Mera I Sierra (R.L.), Artigas (P.) & Mes-Coma (S.), 2012. DNA multigene sequencing of topotypic specimens of the fascioliasis vector Lymnaea diaphana and phylogenetic analysis of the genus Pectinidens (Gastropoda). Memorias do Instituto Oswaldo Cruz, 107 (1): 111-124 (+ 2 Suppl. Tables).[9]

## Premis i reconeixement al seu treball de recerca
Com a autora citada en treballs sobre parasitologia, l'agost de 2015 presentava un índex h de Hisch de 32 amb un total de 82 publicacions.
Impartí més de setanta-cinc ponències en trenta-dos països diferents i presentà més de tres-centes comunicacions en congressos.
És també presidenta, coordinadora i organitzadora de nombroses sessions, simposis i taules rodones en congressos nacionals i internacionals.
El seu treball li ha permès obtenir diversos premis entre ells el premi “Crotalus Scholaris” de la Universitat Mesoamericana de Puebla (en Puebla, Mèxic); així com el premi al millor projecte europeu del País Valencià.